# Kathryn Dyakanoff Seller

Kathryn Dyakanoff Seller con tres de sus hijos, en una publicación de 1922.

Ekaterina Pelagiia Dyakanoff, más conocida como Kathryn Dyakanoff Seller (1884–1980) fue una educadora nativa de Alaska. Con su esposo, construyó y abrió la primera escuela financiada por el gobierno en las Islas Aleutianas, en 1909.

## Primeros años
Nació en Unalaska, en una familia aleutiana. Vivió en el hogar misionero Jesse Lee cuando era niña. Fue enviada a la Carlisle Indian Industrial School en Pensilvania, donde se graduó en 1906 y luego a la Westchester State Normal School, donde completó sus estudios en 1907.

## Carrera
Kathryn Dyakanoff comenzó a enseñar en 1908, en Sitka, para la Oficina de Asuntos Indígenas. Con su nuevo esposo, navegó a Atka, Alaska en 1909 para abrir una nueva escuela para la oficina, la primera escuela financiada por el gobierno en las Islas Aleutianas. El edificio de la escuela también era su hogar y participaron activamente en la comunidad, ayudando a construir una granja comunitaria, adquiriendo un bote para uso comunitario, además de ofrecer un taller industrial y máquinas de coser para los estudiantes. La pareja enseñó en varias de las islas antes de regresar a Anchorage en 1920. En la viudez, Kathryn volvió a enseñar en escuelas remotas de Alaska que atendían a estudiantes nativos. Desarrolló sus habilidades como cestera, sirvió en varias ocasiones como partera, funcionaria de salud, superintendente de reservaciones y fotógrafa. En 1950, los logros de su vida fueron reconocidos con un premio del Departamento del Interior y una medalla del Congreso de los Estados Unidos.
Una exalumna, Mary Peterson, recordó la bondad de Kathryn Seller: "La señora Seller, Kathryn Seller, era mi maestra. Ya era un poco mayor, con el pelo gris y corto. Lo era todo para nosotros. Ayudaba a las personas que necesitaban comida... No sé de dónde la había obtenido, pero conocía a algunas personas de la aldea que estaban necesitadas porque no tenían dinero para comprar comida".

## Vida personal
Kathryn Dyakanoff se casó con el inglés Harry George Seller en Seattle en 1909. Tuvieron seis hijos. Su hijo Alfred se ahogó cuando era niño; su hijo Harry murió en la Batalla de las Islas Aleutianas durante la Segunda Guerra Mundial. Kathryn quedó viuda cuando su esposo murió en 1936 y ella murió en San Francisco en 1980, a la edad de 95 años.